# Olieraffinaderi
På et olieraffinaderi forarbejdes råolie og raffineres til mere brugbare produkter, såsom benzin, diesel brændsel, asfalt, varmeolie, petroleum og andet. Dette kaldes olieraffinering. Olieraffinaderier er ofte store industrikomplekser med store rør, som løber igennem hele bygningen og transporterer fluider mellem store kemiske forarbejdningsanlæg.

## Behandlingsproces
Råolie kan generelt ikke anvendes direkte, men ved raffinering behandles råolien, således at der fremstilles adskillige produkter med forskellige fysiske og kemiske egenskaber. De kaldes for petrokemiske produkter. Raffineringen af råolie foregår gennem de såkaldte olieraffineringer. Her produceres som det første trin af forarbejdningen af råolie en række råstoffer til den kemiske industri.
Ved fraktioneret destillation, der er den centrale proces på raffinaderierne, adskiller man stoffer efter deres kogepunkt. I en væskeblanding vil de stoffer, der har lavere kogepunkt, fordampe fra væsken før stofferne med højere kogepunkt. Dampen, der vil forekomme over væsken, vil derfor hovedsageligt bestå af stoffer med lavere kogepunkter. Når man afkøler dampen, så den igen fortættes, vil man derfor få en væske med et større indhold af lavtkogende stoffer end den oprindelige væske. Ved gentagelse af processen adskiller man væsken, således at man får flere fraktioner med hvert sit kogepunkt. Denne proces foregår i et destillationstårn, der typisk har en højde på omkring 30 meter. Tårnet er inddelt i bunde, og temperaturen falder op gennem tårnet. Som det første bliver råolien sendt igennem en ovn, hvor den opvarmes til omkring 350˚C. Derefter sendes den ind i bunden af tårnet, hvor de stoffer i olien, hvis kogepunkt er mindre end 350˚C, fordamper. Endelig fortættes dampen i tårnets forskellige dele, hvor den bliver til væsker igen. Råolien er herved skilt i en række fraktioner med forskellige kogepunktsområder. De tunge olier som f.eks. petroleum, dieselolie og brændselsolie vil befinde sig nederst, mens de lette olier som benzin vil befinde sig i toppen af destillationsapparatet. Herefter lagres de forskellige olier. Definitionen på tunge og lette olier bestemmes næsten altid af indholdet af kulstofatomer: Desto flere C-atomer, desto tungere olier.
Lette gasser, benzin, petroleum og dieselolie, brændselsolie og til sidst affaldsprodukter, som bruges i bl.a. asfalt, er nogle af de produkter, som udvindes ved destillationen. Lette gasser bruges f.eks. til lightergas og lignende.
Benzin bruges i de fleste biler, men når benzin bruges som fremdriftsmiddel, er det ikke ren benzin, idet der er tilsat en række stoffer for at forbedre dens egenskaber. Oktantallet benyttes til at angive disse egenskaber.

## Beliggenhedsbehov
Olieraffinaderier er store anlæg, der let kan optage 1-2 km2 areal. De er desuden synlige i stor omkreds. Olieraffinaderier placeres som hovedregel ved kysten og på egnede steder for dybvandshavn eller pier for råolietankskibe (vanddybder på 12 m og derover). Olieraffinaderier stiller tillige krav om gode færdselsforhold for tung trafik, adgang til højspændingsanlæg, behov for forholdsvis store mængder ferskvand samt muligheder for afledning af kølevand og spildevand. Af sikkerhedsmæssige og forureningsmæssige årsager skal de tillige helst ligge i stor afstand (over 5 km) fra boligområder.
I Danmark findes der i dag to olieraffinaderier: Shell i Fredericia og Klesch Group i Kalundborg. Raffinaderiet i Kalundborg er det største og har en produktionskapacitet på op til 5,5 millioner tons olieprodukter om året. Det er blandt andet benzin, flybrændstof, propan, fyringsolie og fuelolie, som råolien raffineres til.

## Store produkter fra olieraffinaderier
- Asfalt
- Benzin
- Dieselolie
- Paraffin
- Petroleum
- Semidiesel
- Smøreolier
- Tjære